# おはよう九州沖縄
『おはよう九州沖縄』（おはようきゅうしゅうおきなわ）は、平日朝の『NHKニュースおはよう日本』内で放送されている福岡放送局制作の九州・沖縄向けニュース番組である。

## 概要
内容は、九州・沖縄のニュースを2本を伝えた後、各地からのリポートまたは中継を放送。西日本各地区との共通中継を伝えることもある。その後は各放送局で朝のニュースを担当したアナウンサー顔出しによる天気カメラリレー（福岡と北九州はカメラ映像のみで番組キャスターが話題を伝える）で終わる。短縮前は九州・沖縄の天気予報も伝えていた。
開始当初から2017年度までは各県ごとのニュースと九州・沖縄ブロック向けのニュース・気象情報を組み合わせて放送していた（北九州局は福岡局からのネット受け）。
ただ、2011年度については東日本大震災の余波が続く中始まったということもあり、カメラリレーに代えてブロック天気予報が復活した。
土曜・日曜以外の祝日はいずれも休みとなる。また2013年度からは、九州本土では原則として県域枠が撤廃され、地域枠が全てこの番組となった。
2018年3月19日から3月23日まで、2018年度に先駆けて一週間限定で平日の放送時間を7:45に繰り上げ、ニュース・九州・沖縄各局のリポート・九州・沖縄の道路交通情報（日本道路交通情報センター福岡センターから）・九州・沖縄の気象情報に番組構成を改めた（祝日である3月21日を除く）。
2018年度からは、沖縄局を除き平日の県域枠が撤廃され、全てこの番組となった（7:55 - 8:00は九州・沖縄の気象情報を放送）。ただし、気象災害や国政選挙・統一地方選挙の投開票日の翌朝などの重大ニュース発生時、政見放送放送時は、臨時で一部もしくは全てが県域枠になる。
2020年4月13日から2020年7月3日まで10:00 - 10:30で、当番組および他地区のローカルパートについて、2019新型コロナウイルス関連ニュースの再放送を実施していた。
2022年4月4日からは番組をテーマ曲を含めて一部リニューアルし、これまで15分全てを佐々木理恵キャスター兼気象予報士が担当していたのを改め、ニュース部分は同時期に東京アナウンス室から福岡放送局（2度目）に異動してきた新井秀和アナウンサー（2022年4月3日まで『おはよう日本』の土日祝メインキャスターを担当）がキャスターを務める。なお、佐々木は降板せず番組キャスターとして引続き出演する。更にニュースを伝える際のスタイルも座って行うのではなく、立って行うスタイルに変更された。

## 放送日時
いずれもJST。※は気象情報のみ。
平日
- 5:56 - 5:59（2018年度から）※
- 6:28 - 6:30（2018年度から）※
- 6:53 - 7:00（2022年度から）
- 7:45 - 8:00（2018年度から）

土曜日
- 6:28 - 6:30（2018年度から）※
- 6:55 - 7:00（2022年度から）
- 7:30 - 7:35（2013年度、2018年度から）

日曜日
- 6:55 - 7:00（2022年度から）
- 7:40 - 7:45

日曜以外の祝日
- 6:55 - 7:00（2023年度から）
- 7:25 - 7:30
- 7:57 - 8:00※

### 例外等
- オリンピック期間中、平日7時台の放送はオリンピック関連ニュースに伴う『おはよう日本』の全国枠拡大のため7:50からの短縮放送となる。
- 平日7時台、沖縄慰霊の日（6月23日）・長崎原爆の日（8月9日）が平日の場合、これらのニュースを中心に放送する。特に沖縄慰霊の日当日（平日のみ）は、沖縄局の『おはよう沖縄』を休止し、沖縄県でも本番組を放送する。それ以外にも、災害時や国政選挙・主要な地方選挙の投開票日翌日には沖縄以外のブロック各局で一部もしくは全編をネット返上して県域ニュース・気象情報に差し替える場合があるほか、7時台に政見放送が組まれる場合には県によって一部分をネット返上することがある（福岡県でそれが発生した場合、福岡以外の九州沖縄各県では福岡局からの裏送りで通常通り本番組が放送される）。
- 2006年度までは7:35 - 7:45、2007年度は7:36 - 7:45、2017年度までは7:51 - 8:00だった。
- 2017年度までは7:45 - 7:51は、各県ごとのニュースを放送（北九州局は福岡局からのネット受け）。ただし、2018年度以降も沖縄県だけは7:45〜7:55に県域ニュースを放送している。
- 2011年度は、東日本大震災関連報道の余波で当初7:56 - 8:00の変則編成であった。この間ニュースリポートを休止。
- 2017年12月25日から28日までと、2018年1月4日から5日までと、同年3月19日から23日までは6:55 - 6:59.55、7:45 - 8:00だった。
- 2018年度（平日）から2021年度（平日）までは6:53 - 6:59.55、2018年9月までは6:55 - 6:59.55だった。
- 2021年度（土曜日・日曜日）までは6:55 - 6:59.55だった。
- 2022年度（祝日）までは6:55 - 6:58.55だった。
- 2022年7月4日、「台風4号」関連のニュースを「おはよう日本」の番組途中飛び降りし、福岡局のスタジオから伝えた。（5:51 - 6:00、6:18頃 - 6:30、6:48頃 - 7:00、7:18 - 7:30）
- 2022年7月4日 - 2022年7月7日は、「第26回参議院選挙各県選挙区候補者 経歴・政見放送」を7:30（7月5日福岡県域・鹿児島局、沖縄局を除く九州各局は台風4号関連のニュースを放送）から放送したため、7:56開始（7月5日は7:55開始）の気象情報（九州沖縄）のみの放送となる。
- 2022年10月4日は、北朝鮮によるミサイル発射関連のニュースを東京から緊急放送中のため、当番組を中止している。
- 2023年4月13日は、九州沖縄の気象情報を伝える途中、北朝鮮によるミサイル発射関連のニュースを東京からの緊急放送に切換をしたため、7:55で番組打ち切りとなっている。
- 2023年5月31日は、北朝鮮によるミサイル発射関連のニュースを東京から緊急放送中のため、当番組を中止している。
- 2023年7月10日、九州北部地方で前日深夜から記録的な大雨が降り、福岡県と大分県に大雨特別警報が出されたことに伴い、緊急報道として「大雨（九州北部地方）」関連のニュースを「おはよう日本」の番組途中飛び降りし、福岡局のスタジオから伝えた（6:28 - 7:00）。また、気象庁と国土交通省の共同記者会見のニュースを東京から7:55まで放送されたため、『連続テレビ小説 らんまん』と『ニュース（全国）（8:15 - 8:30）』をネット返上し、引続き大雨関連のニュース（新井のみ出演）を中心に8:30まで放送された[2]。当日佐々木が休演し、気象予報士吉竹顕彰が災害時の注意点を交えて気象情報（5時台も含む）を伝えた。
- 2023年8月6日、台風6号が沖縄県本島地方と奄美地方周辺に再接近し、線上降水帯が出されたことに伴い、緊急報道として「台風6号」関連のニュースを『さわやか自然百景』（7:45 - 8:00）を中止し、福岡局のスタジオから伝えた（6:55 - 7:00・7:40 - 8:00）。当日気象予報士松井渉が災害時の注意点を交えて気象情報を伝えた。

## キャスター

### 平日
2017年度までは福岡局の担当アナウンサー・契約キャスターが県域ニュースに続いて担当。2009年度まではシフト勤務であったが、2010年度から8年間は他地区に倣い以下の2名による隔週交替勤務固定になった。また、全国8時台が廃止されたため、当該キャスターが番組の締めコメントを述べている。
2018年度以降は、NHKの働き方改革もあって佐々木理恵が番組キャスターとなった。佐々木は気象予報士の資格も持つためで、ニュースと気象を専門的に一人で伝える珍しい体制となった。災害報道の必要がある場合は引き続き11時までテレビ地域放送での気象解説も担当することがある（その後は『はっけんTV』の松井渉に交代）。佐々木が休みを取った場合は福岡局のアナウンサーがニュースパートを担当し、別に気象予報士（主に橘高香純、松井渉）が気象情報を担当する。
2022年4月4日より、番組キャスターは新井秀和と佐々木理恵となる。新井（ニュースリード）と佐々木（ニュース、気象情報担当）の2人体制。新井は、異動（東京アナウンス室で主に『おはよう日本』土日祝日キャスターなどを担当）で『おはサタ!』を降板した2016年3月下旬以来、6年ぶりに朝のローカル番組のキャスターを担当となり、佐々木とも2015年度以来のコンビ復活となる。
2025年3月31日からは、佐々木は留任するものの、同日から広島局異動となった新井から柴崎行雄と井原陽介の隔週担当に変更。代演を除けば柴崎は13年ぶり、井原は初担当となる。
| 期間      | 期間      | 月曜・金曜                   | 火曜 - 木曜                  | 備考 |
| --------- | --------- | ---------------------------- | ---------------------------- | --- |
| 2010.3.29 | 2011.3.25 | 柴崎行雄 渡邊佐和子          | 柴崎行雄 渡邊佐和子          | |
| 2011.3.28 | 2011.4.1  | 柴崎行雄                     | 柴崎行雄                     | |
| 2011.4.4  | 2012.3.30 | 柴崎行雄 三輪秀香            | 柴崎行雄 三輪秀香            | |
| 2012.4.2  | 2013.3.1  | 三輪秀香 上野速人            | 三輪秀香 上野速人            | |
| 2013.3.4  | 2013.3.8  | 上野速人                     | 上野速人                     | |
| 2013.3.11 | 2015.3.27 | 上野速人 雨宮萌果            | 上野速人 雨宮萌果            | |
| 2015.3.30 | 2015.7.31 | 上野速人 佐々木理恵          | 上野速人 佐々木理恵          | |
| 2015.8.3  | 2016.4.1  | 小宮山晃義                   | 佐々木理恵                   | |
| 2016.4.4  | 2017.3.31 | 佐々木理恵 長麻未            | 佐々木理恵 長麻未            | 『おはサタ!』と兼任。                                                                                                  |
| 2017.4.3  | 2018.3.30 | 佐々木理恵 松﨑洋子          | 佐々木理恵 松﨑洋子          | 『おはサタ!』と兼任。                                                                                                  |
| 2018.4.2  | 2022.2.10 | 佐々木理恵                   | 佐々木理恵                   | 松﨑は夕方の『ロクいち!福岡』担当に転出。 佐々木がニュースキャスターと気象予報士を兼任。全国でも珍しい一人二役で進行。 |
| 2022.2.14 | 2022.4.1  | [ 5 ]                        | [ 5 ]                        | |
| 2022.4.4  | 2022.4.28 | 新井秀和                     | 新井秀和                     | |
| 2022.5.2  | 2025.3.28 | 新井秀和 佐々木理恵          | 新井秀和 佐々木理恵          | |
| 2025.3.31 | 現在      | 井原陽介 柴崎行雄 佐々木理恵 | 井原陽介 柴崎行雄 佐々木理恵 | 井原と柴崎は隔週で担当。                                                                                               |

### 土曜日・日曜日・祝日
土曜日・日曜日・祝日は福岡局アナウンサーのローテーション制。
『おはよう九州沖縄』（土曜日・日曜日・祝日）を担当したアナウンサーが続いて9時55分（日曜日は11時50分）から12時15分までのラジオニュースを担当している（※いずれも九州沖縄向け）。また、前日お泊り勤務（シフト勤務）を担当するアナウンサーが、土曜日と日曜日早朝6時28分（日曜日は6時55分）から7時35分まで（日曜日は7時45分まで）の「ニュース・気象情報（九州沖縄）」を担当することが稀にある。